# Якимово (Марий Эл)
Якимово (мар. Якимсола) — деревня в городском округе Йошкар-Олы Республики Марий Эл (Россия). Деревня находится в ведении Семёновского территориального управления администрации города.

## География
Находится в 5 километрах к северо-востоку от села Семёновка, у реки Монага. Часть деревни за автодорогой «Вятка» и рекой называют Якимовские выселки.

## История
В 1646 году в деревне было 2 двора. Название деревни происходит от имени первопоселенца (Яким Дмитриев сын).
К 1723 году относится первая ревизия. В деревне проживало 37 мужчин, насчитывалось 6 дворов, из них 2 пустые. Все жители были дворцовыми крестьянами, русскими.
В 1795 году был 21 двор, где проживало 63 мужчины и 82 женщины, занимавшиеся сельским хозяйством.
С 1825 года здесь проживали крестьяне удельного ведомства (87 ревизских душ), занимавшиеся земледелием и животноводством, а также выращиванием лошадей и промыслами (ткацким, портняжным, вырубкой и пилением леса и другими).
В 1852 году имелась бакалейная лавка.
В 1859 году в деревне насчитывалось 46 дворов, проживало 146 мужчин и 163 женщины. В 1867 году — 53 двора.
К концу XIX — началу XX века в деревне существовала трудовая артель по разработке лесных материалов, состоящая из 7 человек. Было 2 действующих мельницы.
В 1903 году открылась церковноприходская школа. В 1912/13 учебном году в ней обучалось 43 ученика. После Октябрьской революции она была преобразована в школу I ступени. В годы Первой мировой войны в деревне проживала 21 семья беженцев из Холмской губернии (Польша).
С 1925 года деревня Якимово относится к Кузнецовскому району Краснококшайского кантона. В это время в деревне проживало 500 человек русской национальности.
В январе 1930 года в деревне был создан колхоз «Искра Ленина», в который входило 109 хозяйств. В 1950 году он вошел в состав колхоза им. Будённого.
В 1936 году в деревне проживало 447 человек. На фронт было призвано почти все мужское население деревни. В 1943 году трудоспособных мужчин осталось лишь 12. За годы войны погибли 59 человек.
По итогам переписи 1959 года в деревне проживало 155 мужчин и 210 женщин — в основном русские, но появились и марийцы. 31 мая 1978 года деревня была передана из Кузнецовского сельсовета Медведевского района в состав Семёновского сельсовета Ленинского района города Йошкар-Олы. Тогда же земли вокруг деревни были переданы в совхоз «Овощевод». В деревне к этому времени насчитывалось 103 хозяйства, где проживал 291 человек.
В Якимове функционирует крупная племенная кумысная ферма лошадей тяжеловесных пород, принадлежащая ГУП «Овощевод». Ежегодно производится 120—130 тонн кобыльего молока.
Согласно переписи 2002 года в деревне проживало 318 человек (марийцы — 52 %, русские — 46 %), имелось 148 домов.
Улицы деревни асфальтированы, проведена газификация, часть домов обеспечены водопроводом. Имеются магазин и ФАП, а также лагерь труда и отдыха на берегу реки Монаги. Есть часовня. С образованием городского округа «Город Йошкар-Ола» деревня Якимово находится в ведении Семёновского территориального управления администрации городского округа.

## Население
| 2010 | 2012 | 2015 | 2016 | 2017 | 2018 |
| ---- | ---- | ---- | ---- | ---- | ---- |
| 356  | ↗388 | ↘373 | ↗390 | ↘349 | ↗442 |